# La calunnia è un venticello

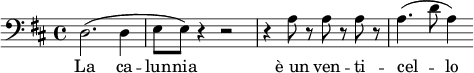

La calunnia è un venticello è un'aria tratta da Il barbiere di Siviglia di Gioacchino Rossini su libretto di Cesare Sterbini. 

## L'aria

### Contesto
Nell'opera, Don Basilio (basso) si precipita a casa di Bartolo (basso buffo) avvisandoli che il conte di Almaviva (amante segreto di Rosina) è arrivato in città. Bartolo, che vorrebbe sposare Rosina, si preoccupa perché il conte per lui è una minaccia ma viene rassicurato da Basilio che gli suggerisce una calunnia per incastrare il conte cantando questa aria.

### Genesi e storia
Musicalmente, il crescendo dell'aria è preso in prestito dal duetto "Perché obbedir disdegni" del Sigismondo, che Rossini avrebbe poi nuovamente riutilizzato nel "Non arrestare il colpo" dell'Otello. Philip Gossett ha osservato che Il barbiere è una "meta-opera, cioè [...] un'opera buffa che riflette su se stessa e sui propri procedimenti compositivi"; in particolare, nell'aria, Rossini sembra parodiare se stesso: "'La calunnia' è la parodia del crescendo rossiniano".
Nella sua monografia sul compositore, Eugenio Checchi racconta che la prima rappresentazione pubblica dell'aria non fu un successo:
(Eugenio Checchi, Rossini (1898), pp. 86-87)
L'aria sarebbe diventata tra le più celebri dell'opera, ma inizialmente le reazioni critiche ad essa furono tiepide. Dopo il debutto parigino al Théâtre de la comédie italienne nell'ottobre 1819, ad esempio, il Journal des Dèbates sottolineò che "l'aria di Basilio La Calunnia è un venticello non può sostenere il confronto colla stessa aria di Paisiello". Pur non presentando particolari difficoltà esecutiva e pur essendo l'unico assolo di Bartolo, l'aria (così come "Il vecchiotto cerca moglie", cantata da Berta) veniva spesso tagliata nelle rappresentazioni del XIX e del primo XX secolo. Scritta originariamente in Re maggiore, la tonalità dell'aria è spesso abbassata di un tono e cantata in Do maggiore.

## Testo
La calunnia è un venticello,

un'auretta assai gentile

che insensibile, sottile,

leggermente, dolcemente,

incomincia a sussurrar.

Piano piano, terra terra,

sottovoce, sibilando,

va scorrendo, va ronzando;

nelle orecchie della gente

s'introduce destramente,

e le teste ed i cervelli

fa stordire e fa gonfiar.

Dalla bocca fuori uscendo

lo schiamazzo va crescendo,

prende forza a poco a poco,

vola già di loco in loco;

Sembra il tuono, la tempesta

che nel sen della foresta

va fischiando, brontolando

e ti fa d'orror gelar.

Alla fin trabocca e scoppia,

si propaga, si raddoppia

e produce un'esplosione

come un colpo di cannone,

un tremuoto, un temporale,

un tumulto generale,

che fa l'aria rimbombar.

E il meschino calunniato,

avvilito, calpestato,

sotto il pubblico flagello

per gran sorte va a crepar.

## Nella cultura di massa
Nel film del 1954 Casa Ricordi l'aria viene dapprima suonata al pianoforte da Rossini (interpretato da Roland Alexandre), e poi cantata durante la rappresentazione dell'opera dal celebre basso Giulio Neri.